# 內斯泰里夫卡 (庫皮揚斯克區)
49°54′24″N 37°18′42″E / 49.90667°N 37.31167°E
內斯泰里夫卡（烏克蘭語：Нестерівка）是位於烏克蘭東部的村莊，由哈爾科夫州庫皮揚斯克區的大布尔卢克市镇負責管轄。該村處於大布爾盧克河右岸，始建於1699年，面積0.12平方公里，海拔高度126米，2001年人口15。